# Koninklijke Deense marine

De marinevlag.

De Koninklijke Deense marine is de zeemacht van het Koninkrijk Denemarken. In Denemarken wordt ze Søværnet genoemd; het Deense woord voor marine. Ze bewaakt de territoriale wateren van Denemarken, Groenland en de Faeröer. Andere taken zijn search and rescue, ijsbreken en het opruimen van olievlekken. Verder wordt deelgenomen aan internationale missies in NAVO- en VN-verband. De schepen van de Deense marine dragen het voorvoegsel "KDM", van Kongelige danske marine, maar worden meestal aangeduid met "HDMS", voor het Engelse Her Danish Majesty's Ship.
Gezien de lange kustlijn en eilanden van Denemarken, de autonome eilanden Groenland en de Faeröer en de strategische ligging van zowel Denemarken als poort naar de Oostzee als Groenland en de Faeröer midden in de noordelijke Atlantische Oceaan speelt de Deense marine van oudsher een belangrijke rol voor Denemarken zelf en voor de NAVO.

## Geschiedenis

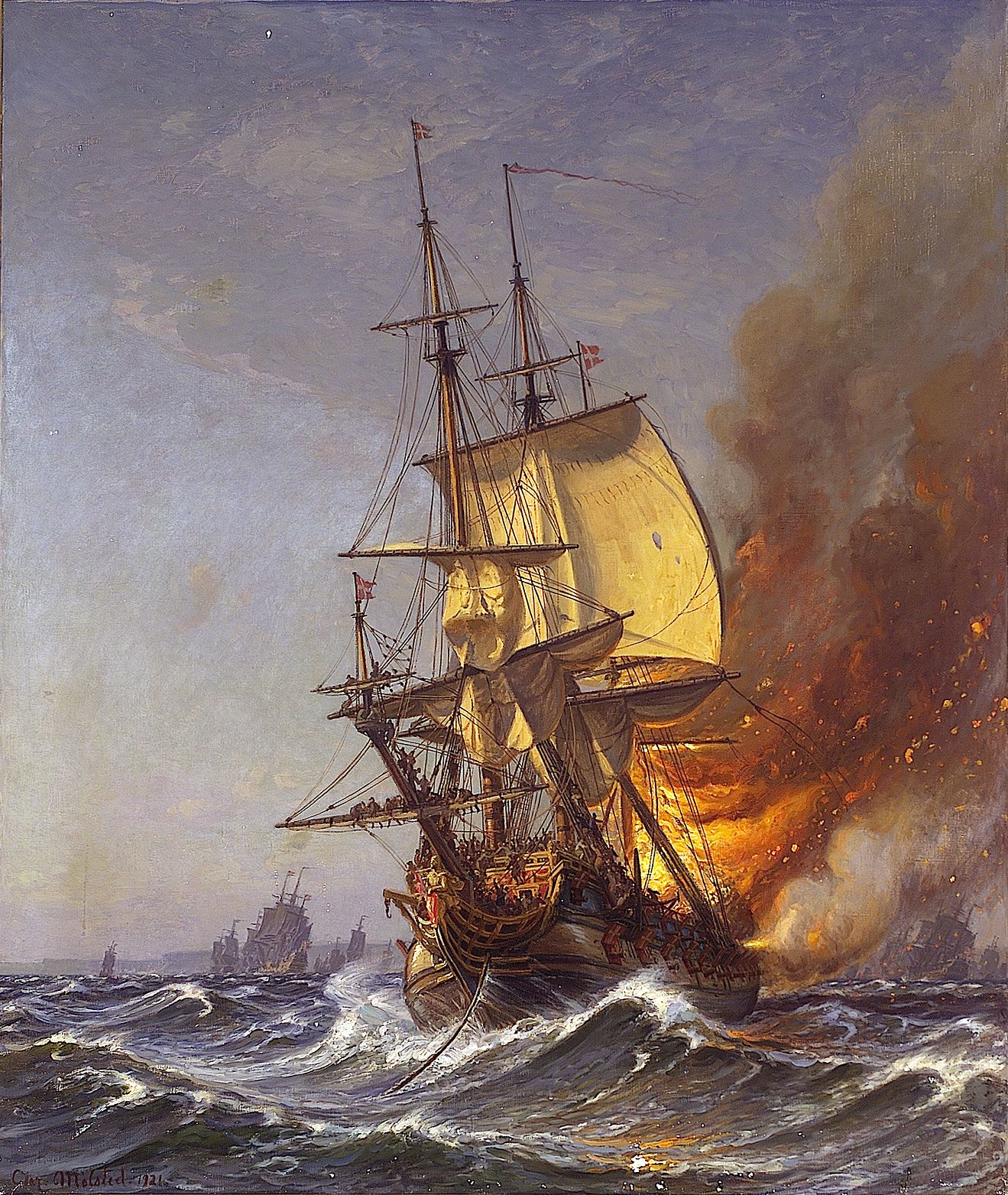
Schilderij van de brandende Dannebrog tijdens de Slag in de Baai van Køge (1677).

De Deense maritieme geschiedenis gaat terug tot de 9e eeuw, toen Deense Vikingen in kleine vloten op plundertocht trokken. Eind 14e eeuw richtte koningin Margaretha I van Denemarken de eerste Deense marine op om het door haar opgebouwde rijk te verdedigen, maar dit rijk verviel al na een kwarteeuw. In de 15e eeuw groeide Denemarken uit tot een handelsmogendheid en dus richtte koning Johan een Deens-Noorse marine op om de handelsbelangen van het Koninkrijk Denemarken en Noorwegen te beschermen. Op 10 augustus 1510 stelde hij Henrich Krummedige aan als "hoofdkapitein van alle kapiteins". Deze dag wordt beschouwd als de oprichtingsdatum van de Deense marine.
Konink Frederik II bouwde vanaf zijn kroning in 1559 de marine verder uit. Denemarken was in die tijd verwikkeld in een machtsstrijd om de Oostzee met het Zweedse Rijk. In 1676 versloegen de Denen met hulp van de Nederlandse Republiek de Zweedse marine in de Slag bij Bornholm en de Slag bij Öland.
Begin 18e eeuw vestigde de Deense marine zich ook in de Middellandse Zee, waar de koopvaardij moest worden beschermd tegen Noord-Afrikaanse piraten. In 1801 werd de Deens-Noorse vloot aangevallen en verslagen door de Britten in de Zeeslag bij Kopenhagen vanwege de handel met het Franse Keizerrijk. Niet veel later, in 1814, scheidde Noorwegen zich af. De marine werd opgedeeld en de Koninklijke Noorse marine opgericht.
Tegen de Eerste Wereldoorlog was de marine grondig gemoderniseerd en uitgerust met gepantserde stoomschepen en onderzeeërs. Tijdens het interbellum werden de strijdkrachten wat verwaarloosd. In de beginjaren van de Tweede Wereldoorlog accommodeerde de Deense regering de Duitse bezetter, maar later ontstond toch veel verzet. In 1943 werden 32 van de grotere schepen met opzet tot zinken gebracht om ze uit Duitse handen te houden. Vier schepen konden ontkomen naar het neutrale Zweden en twee bevonden zich in Groenland. De Duitsers slaagden er nog in om vijftien van de gezonken schepen te bergen en te herstellen.
Tijdens de Koude Oorlog speelde de Deense marine een belangrijke rol. Denemarken controleert immers de toegang tot de Oostzee, waaraan grote marinebases van de Sovjet-Unie lagen. Een belangrijke taak in die tijd was het leggen van zeemijnen. In de jaren 1950 werden de marinebases van Frederikshavn en Korsør aangelegd met financiering vanuit de NAVO.
Na het uiteenvallen van de Sovjet-Unie was die verdedigende rol overbodig geworden. De marine richtte zich nu op zeepatrouilles en internationale operaties. Veel verouderde schepen werden uit dienst genomen en vervangen door nieuwere grotere schepen in kleinere aantallen. Daardoor kromp de marine na verloop van tijd van vijf naar twee eskaders. Onder meer het eskader mijnenleggers en het eskader onderzeeërs werden afgeschaft.

## Organisatie

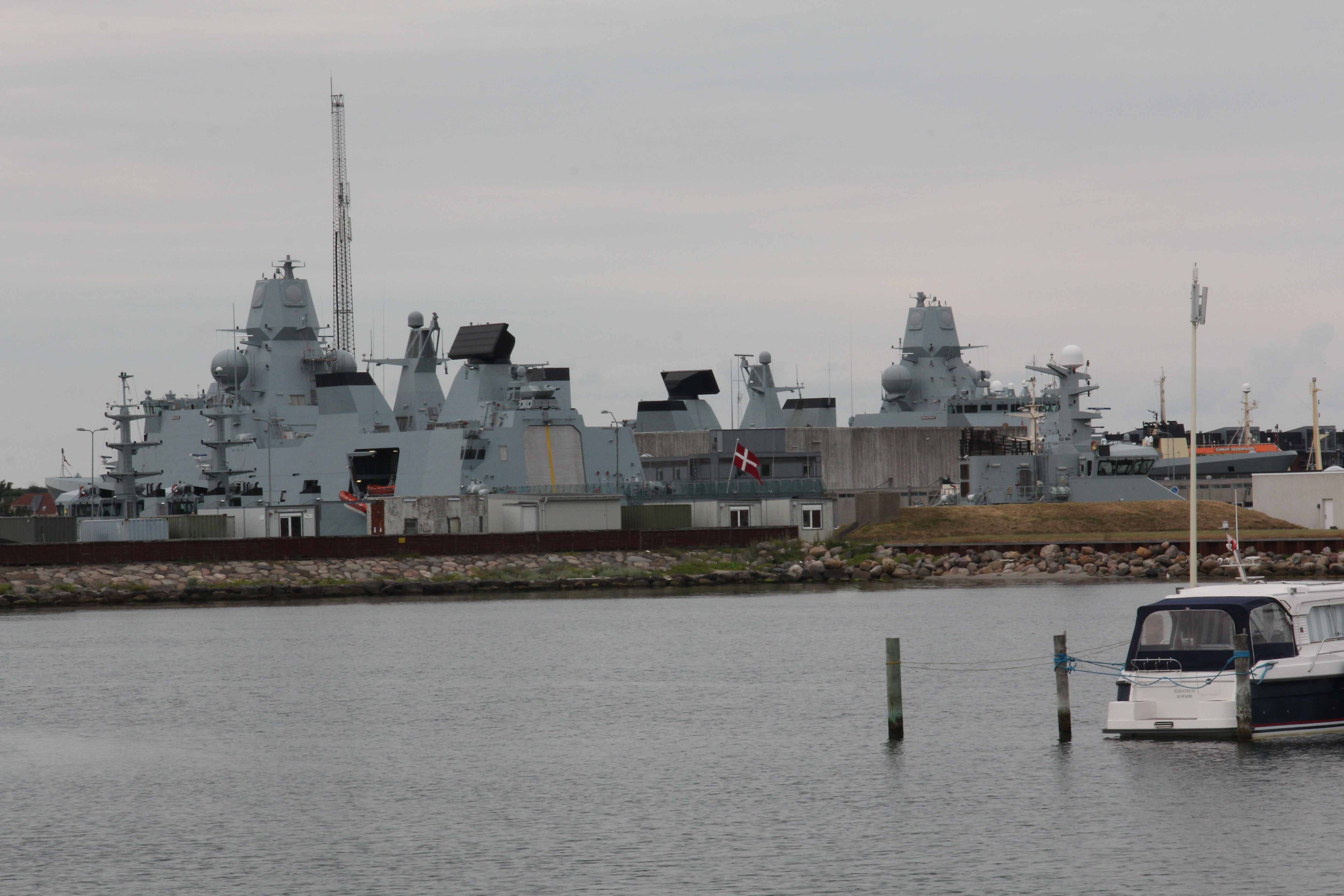
De marinebasis van Korsør in 2015.

De marine wordt geleid door de marinestaf, waarvan het hoofdkwartier op de luchtmachtbasis van Karup gelegen is.
De vloot is verdeeld in twee eskaders:
- Eskader 1, met hoofdkwartier op de marinebasis van Frederikshavn, is verantwoordelijk voor patrouilles en de reddingsdienst
- Eskader 2, met hoofdkwartier op de marinebasis van Korsør, neemt deel aan internationale operaties en oefeningen

Naast deze marinebases worden ook een aantal kleinere steunpunten onderhouden in Kopenhagen, Esbjerg, Kongsøre, Aarhus, Lyngsbæk en het eiland Møn. In Kopenhagen is eveneens de marineofficierenschool gevestigd. Deze in 1701 opgerichte officierenschool is de oudste nog bestaande in zijn soort in de wereld.
De Deense marine heeft verder twee speciale eenheden:
- De Sirius-sledepatrouille, een elite-eenheid opgericht in 1941 om te patrouilleren in de poolgebieden van Groenland.
- Het korps kikvorsmannen, een elite-eenheid opgericht in 1957.

## Vloot
De Deense Marine is onderverdeeld in drie eskaders die op hun beurt weer zijn onderverdeeld in 9 divisies.
| Klasse                                        | Afbeelding | Namen                                                                                       | Water- verplaatsing | Snelheid    |             |            |            |            |            |
| 1. Eskader                                    | 1. Eskader | 1. Eskader                                                                                  | 1. Eskader          | 1. Eskader  | 1. Eskader  | 1. Eskader | 1. Eskader | 1. Eskader | 1. Eskader |
| Division 11                                   | Division 11 | Division 11                                                                                 | Division 11         | Division 11 | Division 11 |            |            |            |            |
| --------------------------------------------- | --- | ------------------------------------------------------------------------------------------- | ------------------- | ----------- | ----------- | ---------- | ---------- | ---------- | ---------- |
| Thetisklasse - Patrouilleschip                | F357 Thetis 6028 | Thetis (F357) Triton (F358) Vædderen (F359) Hvidbjørnen (F360)                              | 3.500 ton           | 22 knopen   |             |            |            |            |            |
| Division 19                                   | |                                                                                             |                     |             |             |            |            |            |            |
| Knud Rasmussenklasse - Patrouilleschip        | P570 Knud Rasmussen outside Akureyri Harbour in Iceland                                                             | Knud Rasmussen (P570) Ejnar Mikkelsen (P571) Lauge Koch (P572)                              | 1.720 ton           | 17 knopen   |             |            |            |            |            |
| Koninklijk Jacht                              | |                                                                                             |                     |             |             |            |            |            |            |
| Koninklijk Jacht                              | HDMY Dannebrog (A540) 2017-08-16                                                                                    | Koninklijk Jacht Danneborg (A540)                                                           | 1.238 ton           | 12,5 knopen |             |            |            |            |            |
| Zeeonderzoek                                  | |                                                                                             |                     |             |             |            |            |            |            |
| Holmklasse - Multipurposeschip                | A541 Birkholm (ship, 2007)                                                                                          | Birkholm (A541) Dyrholm (A542)                                                              | 98 ton              | 11 knopen   |             |            |            |            |            |
| 2. Eskader                                    | |                                                                                             |                     |             |             |            |            |            |            |
| Division 21                                   | |                                                                                             |                     |             |             |            |            |            |            |
| Iver Huitfeldtklasse - Fregat                 | Danish frigate KDM Niels Juel (F363) underway in the Red Sea on 15 April 2019 (190415-N-IL409-0016)                 | Iver Huitfeldt (F361) Peter Willemoes (F362) Niels Juels (F363)                             | 6.645 ton           | 28 knopen   |             |            |            |            |            |
| Divison 22                                    | |                                                                                             |                     |             |             |            |            |            |            |
| Absalonklasse - Anti Submarine Warface Fregat | KDM Absalon (L16) underway in the Atlantic Ocean off the coast of Greenland on 16 August 2019 (190816-N-TJ319-1251) | Absalon (F341) Esbern Snare (F342)                                                          | 6.600 ton           | 24 knopen   |             |            |            |            |            |
| MCM Danmark                                   | |                                                                                             |                     |             |             |            |            |            |            |
| MSFklasse - Mijnenveger (Drone)               | MSF-4 | MSF 1 MSF 2 MSF 3 MSF 4                                                                     | 125 ton             | 12 knopen   |             |            |            |            |            |
| Holmklasse                                    | A 544 Alholm Bøjden 2009-05-31 1                                                                                    | Birkholm (A541) Dyrholm (A542) Ertholm (A543) Alholm (A544) Hirsholm (MSD5) Saltholm (MSD6) | 98 ton              | 11 knopen   |             |            |            |            |            |
| Duikerspatrouille                             | |                                                                                             |                     |             |             |            |            |            |            |
| Flyvefiskenklasse                             | SF300 | Søløven (P563)                                                                              | 450 ton             | 30 knopen   |             |            |            |            |            |
| 3. Eskader                                    | |                                                                                             |                     |             |             |            |            |            |            |
| Division 31                                   | |                                                                                             |                     |             |             |            |            |            |            |
| Dianaklasse                                   | P520 Diana (ship, 2007) at Naval Base Korsør                                                                        | Nymfen (P524) Rota (P525)                                                                   | 280 ton             | 18 knopen   |             |            |            |            |            |
| Division 32                                   | |                                                                                             |                     |             |             |            |            |            |            |
| Supplyklasse - Milieuschip                    | HDMS Gunnar Thorson A560                                                                                            | Gunnar Torson (A560) Gunnar Seidenfaden (A561)                                              | 1.660 ton           | 12 knopen   |             |            |            |            |            |
| Seatruckklasse - Milieuschip                  | Marie Miljoe in korsør                                                                                              | Mette-Miljø (A562) Marie-Miljø (A563)                                                       | 247 ton             | 9 knopen    |             |            |            |            |            |
| Miljøklasse - Milieuschip                     | Miljoe101 | Miljø 101 (Y340) Miljø 102 (Y341)                                                           | 16 ton              | 15 knopen   |             |            |            |            |            |
| Transportschip (geen klasse)                  | Royal Danish Navy auxiliary KDM Sleipner (A559) underway in June 2015                                               | A559 Sleipner                                                                               | 456 ton             | 9 knopen    |             |            |            |            |            |
| Division 33                                   | |                                                                                             |                     |             |             |            |            |            |            |
| Svanenklasse - zeilschepen                    | - | Y101 Svanen Y102 Thyra                                                                      | 32 ton              | 12 knopen   |             |            |            |            |            |
| Holmklasse                                    | A 544 Alholm Bøjden 2009-05-31 1                                                                                    | Ertholm (A543) Alholm (A544)                                                                | 98 ton              | 11 knopen   |             |            |            |            |            |

De Deense marine had vroeger een eigen luchtvaartafdeling. Voor de Tweede Wereldoorlog vloog die met vliegboten en torpedobommenwerpers. Vanaf 1962 opereerde Smaldeel 722 van de Deense luchtmacht met acht Alouette-helikopters uitgerust voor operaties op zee met de marine. In 1977 werd een eigen luchtvaartdienst opgezet, en vanaf 1980 werd de Alouette vervangen door de Westland Lynx. In 2011 werden de helikopters overgedragen aan de luchtmacht en ondergebracht in Smaldeel 723. In 2012 werden negen Sikorsky SH-60 Seahawks besteld die de Lynxen vanaf 2018 moeten vervangen.
De helikopters doen dienst op de patrouilleschepen tussen Denemarken, Groenland en de Faeröer. In elk van deze landen is er ook één gestationeerd voor de reddingsdienst.

## Museumschepen
- HDMS Sehested (1978), snelle aanvalsboot in Kopenhagen
- HDMS Peder Skram (1966), fregat in Kopenhagen